# Jon Latimer
Jon Latimer, britanski častnik, vojaški zgodovinar, oceanograf in predavatelj, * 1964, † januar 2009.
Do leta 1997 je delal kot oceanograf, nakar pa se je posvetil vojaški zgodovini.

## Dela
- Operation Compass 1940 (Osprey, 2000),
- Tobruk 1941 (Osprey, 2001),
- Deception in War (John Murray, 2001),
- Alamein (John Murray, 2002),
- Burma: The Forgotten War (John Murray, 2004)
- 1812: War with America (Harvard University Press, 2007)